# QNet Open
QNet Open — женский профессиональный международный теннисный турнир, проходящий осенью в Нью-Дели (Индия) на хардовых кортах. С 2014 года относится к женской взрослой серии ITF с призовым фондом 50 тысяч долларов и турнирной сеткой, рассчитанной на 32 участницы в одиночном разряде и 16 пар.

## Общая информация
В силу своих погодных условий и определённого интереса к теннису местных спонсоров Индия является одним из традиционных мест проведения соревнований женского профессионального тура в последние пару месяцев календарного года. Как правило, здесь организовывались небольшие соревнования под эгидой ITF, однако периодически индийцы набирали финансирование на более статусные соревнования: с 1998 по 2014 год в четырёх годах страны было проведено шесть турниров с призовым фондом от 50 тысяч долларов: дважды в Нью-Дели и Пуне, а также по разу в Калькутте и Дели. Пять соревнований проводились при поддержке ITF, а одно — 2012 года — вошло в побочную серию WTA.

## Финалы прошлых лет
| Год       | Призовые    | Чемпионка        | Финалистка        | Счёт        |
| --------- | ----------- | ---------------- | ----------------- | ----------- |
| Нью-Дели  |             |                  |                   |             |
| 2014      | 50 000 USD  | Ивана Йорович    | Барбара Хаас      | 6-2 6-2     |
| Пуна      |             |                  |                   |             |
| 2012      | 125 000 USD | Элина Свитолина  | Кимико Датэ-Крумм | 6-2 6-3     |
| 2009      | 50 000 USD  | Рика Фудзивара   | Бояна Йовановски  | 5-7 6-4 6-3 |
| Дели      |             |                  |                   |             |
| 2008 (2)  | 50 000 USD  | Сандра Заглавова | Бояна Йовановски  | 6-4 6-3     |
| Калькутта |             |                  |                   |             |
| 2008 (1)  | 50 000 USD  | Аюми Морита      | Элора Дабижа      | 6-3 6-1     |
| Нью-Дели  |             |                  |                   |             |
| 1998      | 75 000 USD  | Татьяна Гарбин   | Аманда Хопманс    | 6-3 6-2     |

| Год      | Чемпионки                          | Финалистки                         | Счёт            |
| -------- | ---------------------------------- | ---------------------------------- | --------------- |
| 2014     | Лю Чан Лу Цзяцзин                  | Марина Мельникова Элизе Мертенс    | 6-3 6-0         |
| 2012     | Нина Братчикова Оксана Калашникова | Юлия Глушко Ноппаван Летчивакан    | 6-0 4-6 [10-8]  |
| 2009     | Николь Клерико Анастасия Васильева | Нина Братчикова Ксения Палкина     | 4-6 6-3 [13-11] |
| 2008 (2) | Хуан Исюань Чжан Лин               | Меган Мултон-Леви Эмили Уэбли-Смит | 6-3 7-6(4)      |
| 2008 (1) | Лаура Зигемунд Агнеш Сатмари       | Лу Цзинцзин Сунь Шэннань           | 7-5 6-3         |
| 1998     | Ленка Ценкова Аманда Хопманс       | Тина Крижан Карин Кшвендт          | Без игры        |